# تولبوتامید
تولبوتامید (به انگلیسی: Tolbutamide) دارویی است که با تحریک سلول‌های بتا جزایر لانگرهانس سبب افزایش ترشح انسولین می‌شود. این دارو (به صورت خوراکی) برای درمان دیابت استفاده می‌شود.

## ملاحظات
این دارو برای مواردی همچون اسیدوز، اغماء دیابتی، اختلالات شدید کلیه، دیابت جوانان ممنوع می‌باشد. مصرف این دارو در دوران بارداری نیز ممنوع است.